# Cicadatra serresi
Cicada serresi
Espèce
Synonymes
- †Cicada serresi Meunier, 1915

Cicadatra serresi est une espèce fossile d'insectes hémiptères de la famille des Cicadidae (cigales) et de la sous-famille des Cicadinae.

## Classification
L'espèce Cicadatra serresi est décrite en 1915 par le paléontologue et entomologiste belge Fernand Meunier (1868-1926) sous le protonyme Cicada serresi,.

### Fossiles
Selon Paleobiology Database en 2023, deux collections de fossiles sont référencées en France, toutes les deux du Chattien ou Oligocène supérieur.
La première vient de la localité de Puy-Saint-Jean dans le département du Puy-de-Dôme, décrite en 1936 par les paléontologues français Louis Émile Piton et Aimé Rudel (d), la seconde collection vient d'Aix-en-Provence dans le département des Bouches-du-Rhône, conservée à l'institut géologique de Lyon, décrite en 1937 par le paléontologue français Nicolas Théobald (1903-1981). L'holotype a été égaré par Fernand Meunier….

### Renommage
En 1937 le paléontologue français Nicolas Théobald (1903-1981) renomme l'espèce Cicadatra serresi,.

### Citations
En 1939 Louis Émile Piton et Nicolas Théobald décrivent un nouveau fossile du Puy-de-Dôme,.
En 2018 l'entomologiste australien Maxwell Sydney Moulds (d) confirme l'espèce dans la famille des Cicadidae,.

### Étymologie
L'épithète spécifique serresi honore le géologue et naturaliste français Marcel de Serres (1780-1862).

## Description

### Caractères
La diagnose de Nicolas Théobald en 1937, : 

« F. Meunier a figuré un bel exemplaire de Cicadidés venant de l'Oligocène d'Aix. L'original, appartenant à l'Institut de Géologie de Lyon, a été égaré par F. Meunier. Mais, heureusement, l'auteur a fait reproduire une photographie sur laquelle le parcours des nervures est assez visible. Nous reproduisons un claque de l'aile.
Insecte de 20 mm de longueur, à corps noirâtre, à tarière proéminente, ♀, aux ailes transparentes. On observe huit cellules postérieures, contrairement à l'affirmation de F. Meunier qui n'en cite que sept. L'aile a 20 mm de longueur. Les deux nervures longitudinales antérieures de l'élytre partent séparément de la cellule basale. La nervation est identique à celle du g. Cicadatra qui vit dans la région paléarctique et dans les Indes. Cicadatra sankana Dist. des Indes a des ailes transparentes comme l'exemplaire d'Aix ; la ♀ mesure aussi 20 mm. L'identité ne peut être affirmée, les détails de structure manquant pour l'insecte fossile. ».

### Dimensions
L'insecte a une longueur totale de 20 mm et l'aile a aussi une longueur de 20 mm.

### Affinités
« Cicadatra sankana Dist. des Indes a des ailes transparentes comme l'exemplaire d'Aix. ».

## Galerie
- Quelques espèces vivantes du genre Cicadatra.
- Cicadatra alhalgeos.
- Cicadatra atra.
- Cicadatra hyalina.
- Cicadatra persica.
- Cicadatra platyptera.
- Cicadatra xantes.

### Publication originale
- [1915] Fernand Meunier, « Nouvelles recherches sur quelques insectes des Plâtrières d'Aix en Provence », Verhandelingen der Koninklijke Akademie van Wetenschappen te Amsterdam, vol. 18, no 5,‎ 1915, p. 1-17.